# Oskar Waldhauer

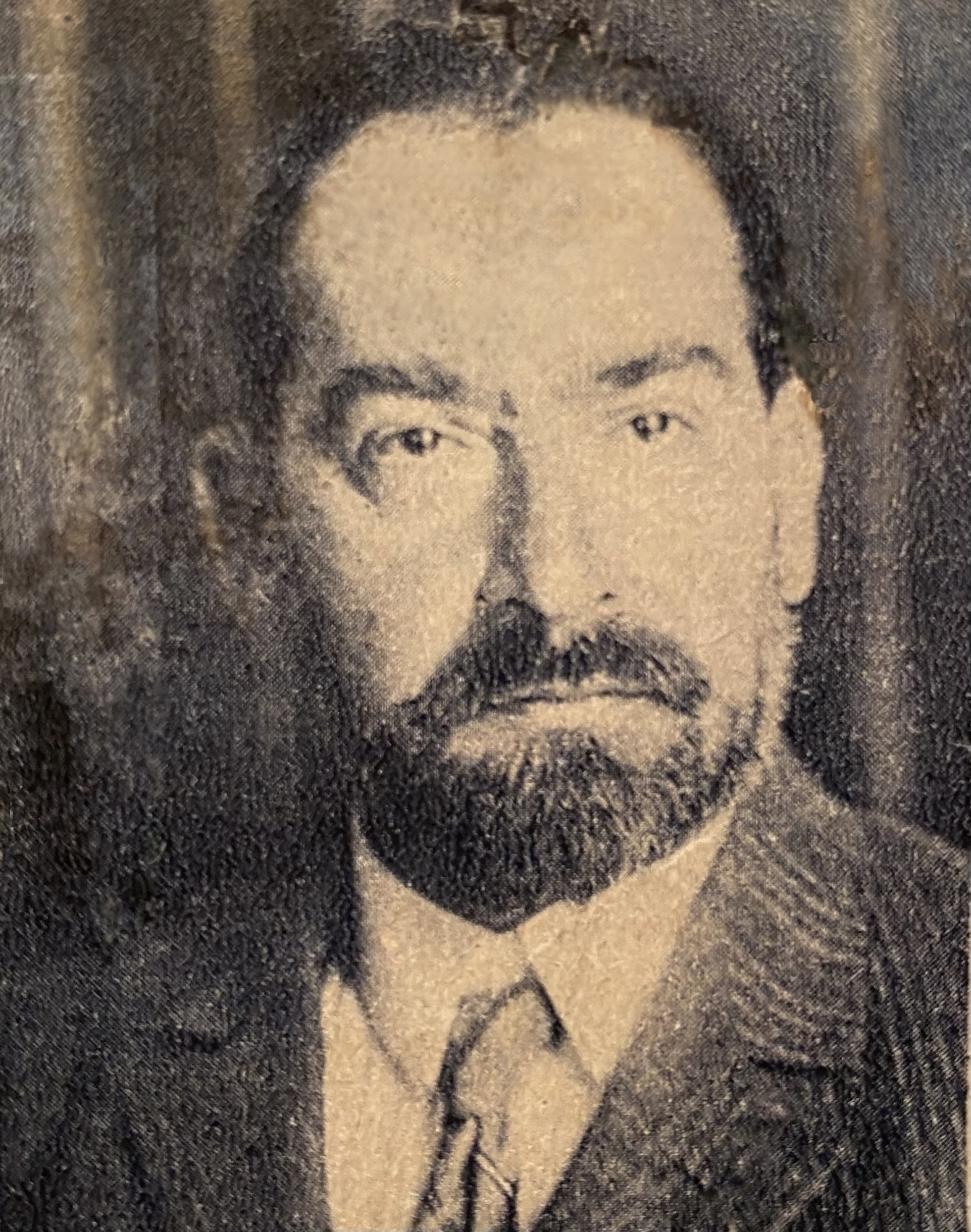
Oscar Waldhauer (um 1921)

Oskar Waldhauer (* 14. März 1883 in Ventspils (deutsch Windau), Gouvernement Kurland; † 14. Januar 1935 in Leningrad, russisch Оскар Фердинандович Вальдгауер) war ein deutsch-baltischer Klassischer Archäologe.

## Leben
Oskar Waldhauer studierte Klassische Archäologie bei Adolf Furtwängler in München und wurde dort 1903 promoviert. Danach begann er seine Tätigkeit an der Antikenabteilung der Eremitage in St. Petersburg, deren Leiter er seit 1918 in der Nachfolge von Eugen Pridik war. Von 1927 bis Februar 1928 war er kurzzeitig als Nachfolger von Sergei Nikolajewitsch Troinizki Direktor der Eremitage. Daneben war er Professor der antiken Kunstgeschichte an der Universität Leningrad. Er verfasste mit dem dreibändigen Werk Die antiken Skulpturen der Eremitage ein wichtiges und langjähriges Standardwerk. Waldhauer war Mitglied der Akademie der Wissenschaften zu Göttingen.
In der Frühphase der Sowjetunion galt er als loyal zum Regime. In den 1930er-Jahren konnte er als „bürgerlicher“ Wissenschaftler im Land kaum mehr publizieren. Seine Nachfolgerin an der Antikenabteilung der Eremitage wurde seine Schülerin Anna Peredolskaja.

## Schriften (Auswahl)
- Über einige Porträts Alexander des Großen. Dissertation München 1903.
- Die Vasensammlung der Kaiserlichen Ermitage. St. Petersburg 1906.
- Die antiken Tonlampen, Kaiserliche Ermitage. St. Petersburg 1914.
- Imperatorskij 'Ermitaz: Anti'cnie glinjanie svetil'niki. St. Petersburg 1914.
- Pifagor regijskij. Izsledovanie v oblasti greceskoj skul'ptury pervoj poloviny y v. do r. ch. Petrograd 1915
- Lisipp. Berlin/Petersburg/Moskau 1923.
- Miron. Berlin/Petersburg/Moskau 1923.
- Rimskaja portretnaja skul'ptura v Ėrmitaže. Petersburg 1923.
- Die antiken Skulpturen der Ermitage. 3 Bände, Berlin 1931–36.
- Regina vasorum. Leningrad 1933.
- Etjudy po istorii anticnogo portreta. Leningrad 1938.